# اختناق وليدي
الاختناق الوليدي الاختناق أثناء الولادة أو الاختناق الوليدي هي حالة طبية ناجمة عن الحرمان من الأوكسجين للطفل الحديث الولادة والذي يحدث لفترة كافية خلال عملية الولادة لالحاق الضرر الجسدي، والذي قد يؤثر على الدماغ. يمكن أن يُحدث نقص الأوكسجين الضرر لمعظم أعضاء الرضيع الحيوية مثل (القلب ،الرئتين، الكبد، الأمعاء والكلى)، ولكن حدوث تلف في الدماغ هو الأكثر إثارة للقلق، وليس من المرجح أن يشفى بسرعة أو أن يشفى كليا. في الحالات الأكثر وضوحا، يبقى الطفل الرضيع على قيد الحياة، ولكن مع تلف في خلايا المخ كما يتجلى إما بضعف القدرات العقلية أو أن يصاب بإعاقة ذهنية، مثل تأخر في النمو، أو إعاقة جسدية، مثل الشلل التشنجي، في الواقع الشلل المزدوج التشنجي وأشكال أخرى من الشلل الدماغي دائما هي الظاهرة المميزة لحالات الاختناق الوليدي كأحد العوامل الرئيسية البارزة.
الأسباب الأكثر شيوعا هو انخفاض ضغط الدم للأم أو دخول مواد أخرى كبيرة مع تدفق الدم إلى دماغ الطفل أثناء الولادة. وهذا يمكن أن يحدث نتيجة لعدم كفاية الدورة الدموية، الإرواء أو ضعف الجهد التنفسي، أو عدم كفاية التهوية، الاختناق الوليدي يحدث لـ 2 إلى 10 من كل 1000 مولود يولدون في أوانهم، وترتفع النسبة لأولئك الذين يولدون قبل الأوان.
يعاني الرضيع من الاختناق الشديد في أثناء الفترة المحيطة بالولادة وعادة يكون لونه شاحبا (زرقة لون الجلد )، إرواء، ضعف في الاستجابة، تشنج العضلات، وصعوبة عند التنفس، كما هو مبين في الخمس الدقائق الأولى بمقياس أبجار. يمكن أن تسبب درجات الاختناق الشديدة السكتة القلبية والموت. إذا تم إنعاش الوليد بنجاح فإنه عادة يتم نقله إلى وحدة العناية المركزة لحديثي الولادة.